# 艾罗斯-阿尔布伊克斯
艾罗斯-阿尔布伊克斯（法語：Ayros-Arbouix，法語發音：[aiʁɔs aʁbwiks]）是法国上比利牛斯省的一个市镇，属于阿热莱斯加佐斯特区。该市镇于1846年由原市镇艾罗斯（Ayros）和阿尔布伊克斯（Arbouix）合并而成。

## 地理
艾罗斯-阿尔布伊克斯（43°0'17"N, 0°3'56"W）面积2.72 平方千米，位于法国奧克西塔尼大區上比利牛斯省，该省份为法国西南部内陆省份，北至热尔省，西接大西洋比利牛斯省，南与西班牙接壤，东临上加龙省。
与艾罗斯-阿尔布伊克斯接壤的市镇（或旧市镇、城区）包括：博-锡扬、阿热莱斯加佐斯特、阿尔塔朗苏安、洛-巴拉尼亚斯、普雷沙克、圣帕斯图斯、维耶尔-博尔德。
艾罗斯-阿尔布伊克斯的时区为UTC+01:00、UTC+02:00（夏令时）。

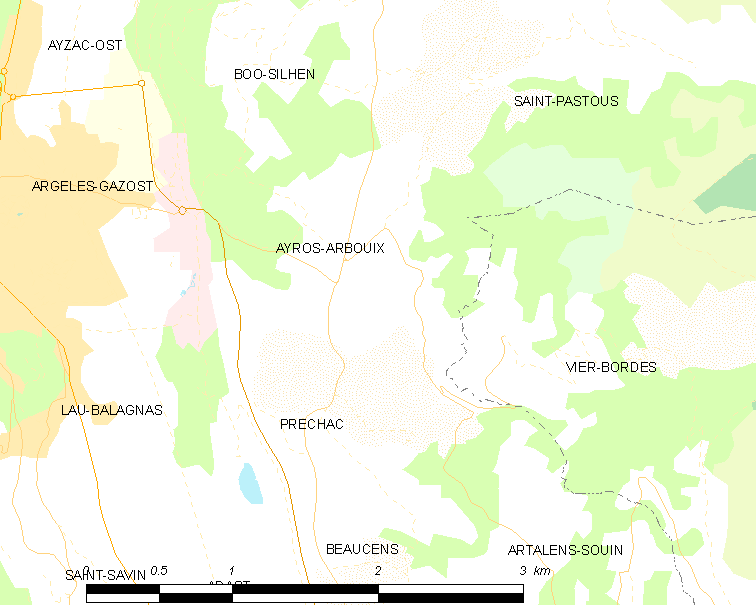
艾罗斯-阿尔布伊克斯的OSM定位图

## 行政
艾罗斯-阿尔布伊克斯的邮政编码为65400，INSEE市镇编码为65055。

## 政治
艾罗斯-阿尔布伊克斯所属的省级选区为激流谷县。

## 人口

1962-2008年间艾罗斯-阿尔布伊克斯人口变化图示

艾罗斯-阿尔布伊克斯于2022年1月1日时的人口数量为345人。